# Alfandoque
El Alfandoque, también conocido como chucho, es un instrumento musical idiófono de sacudimiento. Es típico de la región Andina. Generalmente suele utilizarse en la interpretación del género musical colombiano guabina y por los habitantes de raza negra de Esmeraldas, Ecuador. El alfondoque se compone de un trozo de caña de azúcar o de bambú lleno de semillas duras o piedrecillas, que se sacude al compás de la música.
En los municipios colombianos de Fómeque, Choachí y Fosca, a este instrumento se lo conoce como alfandoque (palabra que proviene del idioma árabe). El alfandoque de esta región se caracteriza por no poseer entremado de madera en la base, sino dos perforaciones en el centro.